# Mizgin Bilmen
Mizgin Bilmen (* 18. Oktober 1983 in Duisburg) ist eine deutsche Theater- und Opernregisseurin. Seit 2024 leitet sie zusammen mit Alexander Kohlmann und Sabine Mäder die Schauspielsparte am Staatstheater Darmstadt.

## Leben
Bilmen absolvierte eine Hospitanz bei Roberto Ciulli am Theater an der Ruhr in Mülheim und studierte anschließend Schauspielregie an der Folkwang Universität der Künste in Essen, gefördert von der Studienstiftung des Deutschen Volkes. Im Rahmen ihres Studiums veröffentlichte sie insgesamt neun eigene Regiearbeiten. Unmittelbar nach ihrer Diplominszenierung autopsie danton – nach Georg Büchners Dantons Tod – begann Mizgin Bilmen im September 2013 als Regieassistentin am Maxim Gorki Theater.
Im Mai 2014 erhielt sie für autopsie danton eine Einladung zum Körber Studio Junge Regie in Hamburg. Im Maxim Gorki Theater übernahm sie einige kleine szenische Einrichtungen und nahm dort an einem Improvisationsformat teil. 2014/15 erhielt sie ein einjähriges Engagement am Schauspiel Frankfurt.
Seit Mitte 2015 arbeitet sie als freie Regisseurin.

## Auszeichnungen
2017 wurde Bilmen mit dem Götz-Friedrich-Preis für die Spielzeit 2016/17 ausgezeichnet. Den Preis erhielt sie für ihre Inszenierung von Marc-André Dalbavies Oper Charlotte Salomon, die als Deutsche Erstaufführung am Theater Bielefeld gezeigt wurde. Wie das Bielefelder Theater mitteilte, war Charlotte Salomon eine der erfolgreichsten Produktionen am Haus. Dalbavies Oper über die 1943 in Auschwitz ermordete gleichnamige Malerin geriet in der Lesart des Regieteams um Mizgin Bilmen zu einem auf vielen Ebenen veranschaulichten Schaffensprozess.

## Inszenierungen (Auswahl)
- 2014 Helden von Ewald Palmetshofer am Schauspiel Frankfurt[5]
- 2015 Der Auftrag von Heiner Müller am Schauspiel Frankfurt[6]
- 2015 EXIT:LULU von Simon Paul Schneider nach Frank Wedekind am Schauspiel Frankfurt[7]
- 2017 Charlotte Salomon von Marc-André Dalbavie am Theater Bielefeld | Musikalische Leitung: Alexander Kaladzic[8]
- 2017 Antigone von Sophokles am Theater Bamberg[9]

- 2018 Malina von Ingeborg Bachmann am Konzert Theater Bern[10]
- 2018 Das Rheingold von Richard Wagner am Theater Bielefeld | Musikalische Leitung: Alexander Kalajdzic[11]
- 2018 RADIKALE AKTE von Gerhild Steinbuch am Badischen Staatstheater Karlsruhe[12]
- 2018 Flüchtlingsgespräche von Bertolt Brecht am Rottstraße 5 Theater in Bochum[13]
- 2019 Titus Andronicus von William Shakespeare am Konzert Theater Bern[14]
- 2019 Quartett von Heiner Müller an der Volksbühne Berlin[15]
- 2020 Faust nach Johann Wolfgang von Goethe am Schauspiel Dortmund[16]
- 2022 Endstation Sehnsucht von Tennessee Williams am Anhaltischen Theater[17]
- 2024 Macbeth von William Shakespeare am Staatstheater Darmstadt[18]